# Едукација кадрова и грађана за цивилну одбрану
Савременом свету (постиндустријском, технолошком, информатичком, глобалном) потребни су људи, обучени, спремни и способни да користе нова комплексна оруђа, брзо и ефикасно усвајају, изграђују и примењују разноврсна знања, активно и одговорно учествују у сложеним друштвеним и економским односима и процесима у свакодневном животу и доносе адекватне, рационалне и најбоље одлуке, а поготово у ванредним ситуацијама.
Интегрисани систем заштите и спасавања подразумева успостављање јединственог система руковођења, организовања грађана и логистичке подршке у заштити и спасавању са ефикасним системом информисања у миру, ванредној ситуацији, ванредном и ратном стању. Кадрови Службе осматрања обавештавања и везе прикупљају информације у складу са правилником о размени информација по листи питања.

## Едукација штабова за ванредне ситуације
Едукација штабова за ванредне ситуације је веома битна јер се кроз њихово решавање проблема  доноси адекватна одлука
Штаб за ванредне ситуације чине представници из:
- локалних самоуправа (градова и општина)
- МУП-а/Сектор за ванредне ситуације
- МО/Управа за обавезе одбране
- јавних – комуналних предузећа
- здравства/хитне медицинске помоћи
- Црвеног крста
- медија, удружења грађана и др

Чланови штаба за ванредне ситуације суочени су са многобројним проблемима  које треба решавати одређеним методама и разним могућностима које треба ставити у функцију решавања проблема, тј. донети правовремену и адекватну одлуку.
На територији јединице локалне самоуправе – ЈЛС (град, општина) могу се појавити све врсте опасности (рат, опасности од елементарних непогода као што су: поплаве, пожари већих размера, земљотреси, клизање тла и сл.) и техничке несреће, тј. ванредне ситуације (препознато је 36), које треба правовремено открити ради предузимања мера заштите и склањања становништва и материјалних добара.
Правовремена, тачна и прецизна информација у оваквим ситуацијама живот значи. Због тога се кадровима који раде на овим пословима посвећује посебна пажња, када је у питању њихова обученост, спретност у руковању најмодернијом и разноврсном опремом, сналажљивост у ванредним ситуацијама и правовременом преносу информација до субјеката задужених за брзе интервенције у поменутим ситуацијама.
Системи у области одбране, од организационих, конструкцијских, производних до информационих, захтевају, као и у другим областима, детаљно познавање суштине и услова примене различитих организационих, конструкцијских и технолошких решења, да би били успешно пројектовани и примењени у конкретном проблему и у функцији конкретног задатка. Прати се примена изабраних алтернатива и вреднују постигнути резултати ради утврђивања да ли је решење проблема задовољавајуће. Задовољавајућа решења проблема служе као пример у даљој едукацији штабова за ванредне ситуације и превентивном планирању.
Ова решења могу служити као путоказ при планирању и опремању свих субјеката система одбране савременим средствима за брзо реаговање у ванредним ситуацијама (као што су: нове технологије – опрема и средства за чишћење снега и леда; средства за брзе интервенције из ваздуха (савремени хеликоптери и сл); средства везе, као и за пројектовање предлога курикулума за оспособљавање кадрова Цивилне одбране (локалних самоуправа, привредних друштава, јавних предузећа, удружења, организација јавног информисања, НВО и сл), Сектора за ванредне ситуације МУП-а, тј. штабова за ванредне ситуације, субјеката Министарства одбране (Управе за обавезе одбране, цивилно-војне сарадње Ј-9, Војске Србије) и других субјеката на територији Републике Србије, ради стварања континуитета у праћењу, обучавању и оспособљавању будућих кадрова неопходних реформисаној Цивилној одбрани у ванредним ситуацијама и по проглашењу ванредног стања ради едукације младих у духу рационалног коришћења постојећих ресурса, кроз тимски рад на заједничком пројекту који обједињује различите идеје чланова тима – укљученост свих субјеката са локалног нивоа у функцији управљања ванредним ситуацијама (поплаве, олујни ветрови са снежним наносима, суше, пожари, техничко-технолошке катастрофе и сл.) и стављање оваквих модела у функцију ванредних ситуација кроз демонстрацију примене на конкретним примерима и доношењу правовремених рационалних одлука у превентивном деловању и отклањању последица евентуалних катастрофа, које могу да нас задесе.
Дефиниција појма цивилне одбране одређена је у члану 4 тачка 4 Закона о одбрани на следећи начин: Цивилна одбрана је део одбране Републике Србије који обухвата скуп мера и активности усмерених на припреме за одбрану и одбрану Републике Србије невојним средствима и обезбеђивање успешног функсионисања државних органа, органа аутономне покрајине и јединица локалне самоуправе, привредних друштава и других правних лица, заштите и спасавања и обезбеђења услова за живот и рад грађана и задовољења потреба снага одбране у ванредном и ратном стању.
Из саме дефиниције појма може да се закључи да се ради о комплексним и свеобухватним активностима усмереним на заштиту основних вредности система државе, као и њених људских и материјалних ресурса у околностима повећане и шире опасности у ситуацијама ванредног и ратног стања.
Главна карактеристика цивилне одбране јесте да се односи на употребу искључиво невојних средстава и активности и то како у потенцијалним ситуацијама током ратног стања, тако и у околностима ванредног стања у мирнодопским околностима до којих долази приликом елементарних непогода. Јасно је да је у таквим околностима потребно масовно ангажовање свих специјализованих институционалних потенцијала, али и грађана. Напред наведено имплицира потребу спремности свих субјеката тј. свих људских ресурса у једној држави да управљају кризним ситуацијама и то било да координирају и руководе активностима било да непосредно учествују у истим.
Систем цивилне одбране је организован као систем институционалног управљања и координисања. Сходно томе, кључну улогу у систему цивилне одбране Републике Србије имају институције у области одбране и унутрашњих послова. Тако су Министарства одбране и унутрашњих послова, као и Војска Србије означени као стубови организовања активности, с тим што се по вертикали организациона шема спушта до нивоа локалних самоуправа, као основних територијалних и управних јединица државе, па до сваког способног грађанина појединачно. Напред наведене институције су дужне да обезбеде материјалне услове за њихово спровођење, као и да израде планове по врстама ризика и нивоима активности.
Због комплексности активности сам законодавац је препознао потребу да се послови цивилне одбране и цивилне заштите прецизно уреде, те је чланом 80 Закона о одбрани прописао да се права и дужности грађана у вези са њиховим учешћем у заштити и спасавању људи, животиња, материјалних добара и животне средине, и мере и активности које предузимају органи цивилне заштите, уређују посебним законом.
Циљеви цивилне одбране се могу одредити на различите начине, с тим што су неки од кључних:
1. заштита грађана у случају рата и ванредним ситуацијама;
2. снабдевање грађана и оружаних снага неопходним средствима (храном, водом, оружјем, итд.) у време ванредних ситуација и рата; као и
3. повећавање спремности људи и друштва на било који вид угрожавања и опасности и сл.[3]

Управо, због виталног значаја који цивилна одбрана има за одржање и нормално функционисање сваке државе, неопходно је исту добро организовати и извршити адекватну припрему свих елемената система цивилне одбране.

#### Субјекти управљања ванредним ситуацијама
Законом о смањењу ризика од катастрофа и управљања ванредним ситуацијама, дефинисани су поред осталог субјекти који управљају ванредним ситуацијама (чл.24-37 закона), са организацијом по вертикали структуре органа власти и са централним дефинисањем органа локалне самоуправе за управљање ванредним ситуацијама, уз уважавање оперативност и територијалног опсега катастрофе и елементарних непогода. Законом је предвиђена и општа обавеза учешћа свих способних грађана у извршавању задатака заштите и спасавања.

## Обавеза едукације кадрова и грађана за цивилну одбрану
Едукација целокупне популације о значају цивилне одбране веома је битан и незаобилазан сегмент у процесу одбране државе, наравно, уколико се појави потреба за тим.
Када је у питању едукација кадрова и грађана, веома је битно да постоје следећа три елемента:
1. Свест о постојању проблема и његова природа,
2. Потреба и одлука да се тај проблем реши и
3. Начин како ће се поменути проблем решити.

За сва три наведена елемента потребна је развијена свест код грађана која се стиче кроз знање и разумевање. Из овога произилази да је едукација од пресудног значаја.
Едукација треба да се спроводи на неколико нивоа:
1. Редовно школовање,
2. Алтернативна едукација,
3. Путем средстава јавног информисања,
4. Кроз промотивне кампање.

Поред одређивања субјеката управљања ванредним ситуацијама, чланом 36 закона прописана је обавеза укључивања садржаја везаних за област цивилне одбране у наставни програм за основно и средње образовање, са корелативном обавезом ученика да се едукују кроз учење и вредновање усвојеног знања оцењивањем.
На тај начин стичу се елементарна знања и врши се оспособљавање грађана, како би на што бољи начин могли да узму учешће у одбрани државе када се јави потреба за тим. Законом је нарочито наглашена улога високошколских установа (члан 35 Закона) да кадровски учествују у штабовима и стручно-оперативним тимовима, као и да се баве научно-истраживачким радом из домена заштите и спасавања. Отворенео је неколико студијских програма на факултетима који се баве овом проблматиком.
У том контексту треба посматрати и улогу Факултета безбедности, као високошколске установе која је специјализована да врши обуку будућих стручњака у области заштите и спасавања и да их оспособи за стратешко и оперативно деловање у домену цивилне одбране, као и управљање ванредним ситуацијама.